# Ирати (Санта-Катарина)
Ирати (порт. Irati)  —  муниципалитет в Бразилии, входит в штат Санта-Катарина. Составная часть мезорегиона Запад штата Санта-Катарина. Входит в экономико-статистический  микрорегион Шапеко. Население составляет 1971 человек на 2006 год. Занимает площадь 69,802 км². Плотность населения — 28,2 чел./км².

## История
Город основан 9 января 1992 года.

## Статистика
- Валовой внутренний продукт на 2003 составляет 15.566.557,00 реалов (данные: Бразильский институт географии и статистики).
- Валовой внутренний продукт на душу населения на 2003 составляет 7.346,18 реалов (данные: Бразильский институт географии и статистики).
- Индекс развития человеческого потенциала на 2000 составляет 0,773 (данные: Программа развития ООН).